# 경 (영화)
"경"은 2010년에 개봉한 대한민국의 영화이다.

## 캐스팅
- 양은용 : 정경 역
- 이호영 : 창 역
- 공예지 : 후경 역
- 문하인 : 온아 역
- 최희진 : 김박 역
- 김태훈 : 만물상 역
- 꿩스 : 야래자 역
- 유경아 : 흑백다방 주인 역
- 백승란 : 인포메이션 직원
- 이승진 : 만물상 부인 역
- 이임숙 : 커피숖 직원 역
- 진민정 : 커피숖 직원 역
- 정영기 : 남강주유소 직원 역
- 김재만 : 트럭 기사 역
- 최서정 : 창원 후경 닮은 여자 역